# Arcanoteri
L'arcanoteri (Arcanotherium savagei) és una espècie de proboscidi extint que visqué al nord d'Àfrica entre l'Eocè superior i l'Oligocè inferior. Se n'han trobat restes fòssils al sud de Líbia. Es tracta de l'única espècie del gènere Arcanotherium. Aquest parent dels elefants moderns era un proboscidi de mida intermèdia entre Numidotherium koholense i Barytherium grave i tenia les dents postcanines menys lofodontes que aquestes altres espècies. Entre el 1995 i el 2009 fou classificat en el si del gènere Numidotherium.